# Конрад I фон Фалай
Конрад I фон Фалай (на немски: Konrad I, Graf von Valley; Scheyern-Dachau-Valley; на латински: „Comes Chounradus de Valeis“; † ок. 1162/ ок. 1175) от род Вителсбахи, е граф на Фалай в Горна Бавария.

## Живот
Син е на граф Ото I фон Дахау-Фалай († 1130/1140) и съпругата му Аделхайд фон Вайлхайм († 1123), незаконна дъщеря на пфалцграф Хуго I фон Тюбинген († ок. 1152). Внук е на граф Арнолд I фон Шайерн († 1123) и Беатрис фон Райперсберг († сл. 1124). Брат е на Гебхард фон Фалай († 1121), Ото II фон Фалай († 1170/1172), Аделхайд фон Фалай († сл. 1179), омъжена I. за граф Зигфрид I фон Лебенау, II. за Енгелберт II († ок. 1189), граф на Гьорц, маркграф на Истрия, и на Матилда фон Фалай († сл. 1166), омъжена за граф Арнолд III фон Морит и Грайфенщайн († 1166).
Конрад I се жени за Агнес фон Грайфенщайн († 17 октомври) от Южен Тирол, дъщеря на граф Арнолд фон Грайфенщайн или на граф Конрад I фон Грайфенщайн-Морит.
Граф Конрад I фон Фалай завещава ок. 1140 г. цялата си собственост в Илмунгесхофен (днес в Мюнхен) „за негово успокоение на душата и на родителите му“ на манастир Шафтларн, близо до Мюнхен.

## Деца
Конрад I и Агнес имат децата:
- Конрад II фон Фалай († ок. 1198/1200), граф на Фалай, женен за Матилда фон Ортенбург († ок. 1200)
- Луитгард фон Фалай
- Матилда фон Фалай († 1195/1200), омъжена I. за Зигфрид II фон Лебенау († 1163), II. 1164 г. за Хайнрих фон Триксен († 1194) от Каринтия
- Ото II/III фон Фалай († 27 или 29 октомври 1172, убит в битка), граф на Фалай